# قيس عبيد
قيس حسن كامل عبيد (أبو حسن؛ أكتوبر 1973 – ) قائد عسكري فلسطيني رفيع في حزب الله، من بلدة الطيبة العربية في إسرائيل، ويعيش في لبنان حاليًا منذ عام 2000، يُعد أحد كبار أعضاء حزب الله، وعَمِلَ مستشارًا ومساعدًا لأمين عام حزب الله حسن نصر الله، وعُرف بأنه "الذراع الأيمن" لحسن نصر الله، وتضعه إسرائيل على رأس قائمتها للمطلوبين للاغتيال؛ فهو المطلوب الرقم الأول لجهاز الموساد الإسرائيلي، ويشغل منصب مسؤول العمليات الخارجية في حزب الله، وهو من شخصيات هرم القيادة في حزب الله، والمسؤول الأول لعمليات حزب الله العسكرية في داخل الأراضي الفلسطينية، وتصفه إسرائيل بأنه "رجل المهمات" في حزب الله، وهو العقل المدبر لأكبر صفقة تبادل للأسرى بين إسرائيل وحزب الله، وهو أيضًا قائد الوحدة 1800 في الحزب وهي الوحدة التي يُعد عبيد من أبرز شخصياتها إلى جانب سمير القنطار، كما ربطته علاقةٌ مباشرةٌ مع عماد مغنية.

## نشأته وعائلته
وُلِدَ قيس حسن كامل عبيد في أكتوبر 1973 في بلدة الطيبة العربية في إسرائيل وهي بلدة مجاورة لمدينة طولكرم في الضفة الغربية، وقد عمل قيس في تجارة المجوهرات في البلدة حتى مغادرته إسرائيل عام 2000.
والده "حسن كامل عبيد" كان قبل وفاته عام 1994 نائبًا لرئيس بلدية الطيبة طيلة فترة الثمانينات، ووالدته "ندى ذياب عبيد" (ابنة عم زوجها حسن) هي ابنة عضو الكنيست الإسرائيلي والتاجر الفلسطيني ذياب عبيد والتي عملت مُعلمة في مدارس الطيبة وتُوفيت في 4 يوليو 2024، في حين جدته لأمه هي "سعدة دعمة" من مدينة طولكرم (زوجة ذياب عبيد)، وقد أقام جده ذياب وجدته "سعدة" في مدينة طولكرم حتى عام 1937.
في عام 1937 انتقلت والدته "ندى" وهي طفلة صغيرة برفقة والدها ذياب عبيد ووالدتها "سعدة دعمة" وشقيقتها "عليا ذياب عبيد" من منزلهم بمدينة طولكرم إلى بلدة جبشيت في جنوب لبنان ليقيموا هناك في منزل الشيخ اللبناني عبد الكريم عبيد (ابن عم ذياب)، حتى عادوا لاحقًا إلى طولكرم عام 1944. والشيخ عبد الكريم عبيد هو ذاته الذي أفرجت عنه إسرائيل بعملية تبادل كان عقلها المدبر هو قيس عبيد حيث اختطف قيس عقيد إسرائيلي.

## حياته العسكرية
في فترة التسعينات ربطت قيس عبيد علاقة بالرئيس الفلسطيني ياسر عرفات، وقد جمعتهما صورة كان قيس قد وضعها على جدار منزله في بلدة الطيبة، إذ كان قيس قد قام بعملية تهريب ونقل مئات الأسلحة من إسرائيل إلى فصائل المقاومة الفلسطينية في الضفة الغربية، كما ساهم في إدخال قذائف الهاون إلى قطاع غزة، لتحقق بذلك معه إسرائيل عدة مرات منذ عام 1994، ولتعتقله في سجونها في 1996 لعامٍ كامل.
في أكتوبر 2000 كان قيس العقل المدبر لاختطاف العقيد الإسرائيلي إلحانان تاننباوم ونقله إلى حزب الله، حيث قابل إلحانان تاننباوم عبيد في دبي ثم جرى تخدير إلحانان ووضعه في صندوقٍ ونقله بالبريد الدبلوماسي للسفارة الإيرانية في دبي إلى بيروت، ليخرج الأمين العام لحزب الله حسن نصر الله في 16 أكتوبر 2000 على قناة المنار الفضائية معلنًا أن حزبه تمكن من أسر العقيد الإسرائيلي، وليجري الحزب في 29 يناير 2004 بذلك أكبر صفقة تبادل للأسرى مع إسرائيل جرى بموجبها إطلاق الحزب لسراح العقيد الإسرائيلي إلحانان تاننباوم مقابل إطلاق إسرائيل سراح 462 معتقلًا فلسطينيًا ولبنانيًا كان أشهرهم القيادي في حزب الله الشيخ اللبناني عبد الكريم عبيد الذي اختطفته إسرائيل من لبنان عام 1989، وحيث أن عبد الكريم عبيد هو ابن عم ذياب عبيد جد قيس.
أدى نجاح قيس عبيد في عملية اختطاف العقيد الإسرائيلي إلحانان تاننباوم إلى تبني حسن نصر الله لأفكار واستراتيجيات عبيد في عمليات حزب الله، فقد مثلت هذه العملية "نجاحًا غير مسبوق لحزب الله"، وقبل اختطاف العقيد الإسرائيلي إلحانان تاننباوم كان عبيد ينوي اختطاف وزير الطاقة والبنية التحتية الإسرائيلي غونين سيغيف إلا أن العملية استبدلت لاحقًا بالعقيد الإسرائيلي لأهميته العسكرية، كما خطط عبيد لاختطاف شخصيات إسرائيلية أخرى. وفي 6 ديسمبر 2002 تمكنت إسرائيل من اغتيال أحد مساعدي عبيد وهو اللبناني "رمزي نهرا" بتفجير عبوة ضخمة فيه في جنوب لبنان.
مُنذ وصول قيس إلى لبنان عام 2000 فقد تدرج في حزب الله بعدة مناصب ومسؤوليات، ففي البداية عمل على تجنيد خلايا عسكرية لتنفيذ عمليات هجومية في إسرائيل، وصولًا لتوليه منصبًا رفيعًا مهمًا في الحزب وهو مسؤول العمليات الخارجية للحزب، كما تؤكد مصادر أمنيّة إسرائيلية في تل أبيب أنّ عبيد يشغل أيضًا منصب قائد الوحدة 1800 في حزب الله وهي الوحدة المكلفة بالملف الأمني والعسكري والعملياتي الفلسطيني في الضفة الغربية وإسرائيل، ويعد عبيد وسمير القنطار من أبرز شخصيات هذه الوحدة، وليكون عبيد بذلك ضمن تسلسل سلم القيادة في حزب الله، وليصبح المسؤول الأول لعمليات حزب الله العسكرية في داخل الأراضي الفلسطينية.
تقول إسرائيل بأن عبيد عَمِلَ مستشارًا ومساعدًا لأمين عام حزب الله حسن نصر الله، كما تقول إسرائيل أن عبيد نظم خلايا فلسطينية مسلحة في الضفة الغربية لمهاجمتها حيث نفذت هذه الخلايا عمليات ضد الجنود الإسرائيليين تمثلت بإطلاق نار وتفجير عبواتٍ ناسفة وتفخيخ مركبات وغيرها، ووصف مسؤولين أمنيين إسرائيليين عبيد بأنه "رجل المهمات" في حزب الله، وأنه "الذراع اليمنى" لحسن نصر الله.
تضع إسرائيل عبيد على رأس قائمة المطلوبين لها، وهو المطلوب الأول لجهاز الموساد الإسرائيلي، وتقول إسرائيل بأن عبيد هو هدف لها في حملات التصفيات والاغتيالات التي تقوم بها.
في عام 2004 قال الجيش الإسرائيلي أن 80% من الهجمات الفلسطينية في الانتفاضة الفلسطينية الثانية كان حزب الله مسؤولًا عنها عن طريق عبيد الذي موَّلَ وسَلَحَ ونَظَمَ العمليات لحركتي فتح والجهاد الإسلامي، وتقول إسرائيل بأن عبيد ربطته علاقةٌ مباشرةٌ مع عماد مغنية.
في سبتمبر 2005 زار عبيد سرًا مدينة العريش المصرية حيث التقى هناك بقادة كتائب شهداء الأقصى. وفي ديسمبر 2007 أبلغت الاستخبارات الإسرائيلية القاهرة أن عبيد مسؤول العمليات الخارجية في حزب الله قد استلم ملف قطاع غزة إضافة إلى ملف الضفة الغربية الذي استلمه قبل ذلك، وقالت الاستخبارات الإسرائيلية للقاهرة أن عبيد هو منسق الفصائل الفلسطينية في قطاع غزة وأنه نقل لهذه الفصائل أمولًا وذخائر ووسائل قتالية.
في عام 2015 قال مصدر أمني فلسطيني بأن عبيد مُنذ عام 2004 وحتى اليوم يلعب دورًا رئيسيًا في توجيه وتمويل عملياتٍ مسلحةٍ ضد أهداف إسرائيلية في الضفة الغربية.
في عام 2018 صدر كتاب "انهض واقتل أولًا: التاريخ السري لعمليات الاغتيال الإسرائيلية" للباحث العسكري الإسرائيلي رونين برغمان الذي أكد في كتابه بأن عبيد هدفًا على لائحة الاغتيالات الإسرائيلية، فبحسب ما ورد بالكتاب فإن رئيس مكافحة الإرهاب في جهاز الاستخبارات الإسرائيلي "أمان" العقيد رونين كوهين حدد لائحة أهداف للاغتيال أُطِلقَ عليها اسمًا مُشفراً "الفرسان الـ12" وتضمنت قيس عبيد وشخصياتٍ أخرى في حزب الله وحركة حماس وحركة الجهاد الإسلامي.
في يوليو 2021 قالت إسرائيل بأنها أحبطت في الحدود اللبنانية عملية تهريب عشرات الأسلحة من حزب الله إلى الأراضي الإسرائيلية وقالت إسرائيل بأن عبيد هو المسؤول عن هذه العملية.

## عقوبات إسرائيلية
في عام 2001 قرر وزير الداخلية الإسرائيلية إيلي يشاي سحب الجنسية الإسرائيلية عن قيس عبيد بتهمة نشاطاته في حزب الله، وكانت عائلة عبيد في بلدة الطيبة قد تعرضت لسلسة ملاحقات وتحقيقات إسرائيلية، كما فصلت وزيرة التربية والتعليم الإسرائيلية ليمور ليفنات عام 2005 شقيقة قيس "منى" من وظيفة معلمة ومديرة مدرسة عربية في بلدة الطيبة نتيجة لاتصالاتها الهاتفية مع شقيقها في لبنان.